# L'animale culturale
L'animale culturale è un libro del 1974 scritto dall'etologo italiano Danilo Mainardi. Il libro prende in esame la presenza di comportamenti "culturali" anche nelle specie animali diverse dall'uomo. Partendo dalle culture più semplici osservate in natura, si passa gradualmente allo studio di comportamenti culturali via via più complessi fino ad arrivare allo studio della cultura umana e ad alcune supposizioni sulle origini dei vari tipi di apprendimento.

## Contenuto
Nel libro vengono presentate le innumerevoli esperienze di studiosi di etologia che hanno osservato l'emersione di comportamento culturali all'interno delle specie animali. Pur essendo la cultura in tutta la sua complessità un fenomeno prettamente umano, nel libro vengono mostrati esempi di trasmissione della conoscenza e della tecnica da una generazione all'altra anche all'interno di animali, come viene mostrato anche l'emergere di differenze culturali all'interno di gruppi di animali della stessa specie viventi in luoghi o tempi diversi.
In particolare, l'esistenza di forme di cultura negli animali viene presentati per gradi: partendo dalle forme più elementari di cultura dei primi capitoli, l'autore si sposta alla cultura delle scimmie antropomorfe nonché i loro limiti a confronto con la cultura umana.
Negli ultimi capitoli viene analizzata anche la cultura dell'uomo stesso; sebbene la genesi della cultura nell'uomo sia in buona sostanza insondabile con precisione e non si possano fare altro che supposizioni, l'autore prende in considerazione il comportamento di animali che, per convergenza evolutiva (cioè lo comparsa delle stesse abilità in specie non imparentate a causa di pressioni evolutive assimilabili) si possa arrivare ad alcune conclusioni generali sullo sviluppo di alcune capacità; in particolare, l'apprendimento vocale e l'imitazione vocale risultano più sviluppate, oltre che nell'uomo, anche in alcune specie di uccelli (come ad esempio i pappagalli) i quali manifestano una variabilità e un ampio distaccamento dai moduli fissi delle altre specie. Questa maggiore libertà ha comportamento avrebbe una spiegazione nel vantaggio evolutivo di una maggiore efficacia nell'attrazione sessuale dell'altro sesso e in una maggiore efficacia nella comunicazione sociale.
Nell'ultimo capitolo, viene messa in confronto la "selezione culturale" con quella genetica. La prima, seppur simile a quella genetica, risulta caratterizzata da una molto maggiore velocità di sviluppo rispetto allo selezione genetica. Propria dell'uomo è proprio la capacità di apprendere in un modo più generale (senza, cioè, i moduli fissi delle specie animali); questa "specializzazione nella non specializzazione" ha reso la cultura umana assai adattabile ai repentini cambiamenti dell'ambiente. Mainardi mette in evidenza come anche nell'uomo ci siano dei comportamenti innati, e questi sono osservabili in bambini affetti da sordità e cecità che assumono posizioni e manifestano "penosi movimenti ritmici". Con la cultura, l'uomo riesce a modificare i suoi stessi comportamenti innati.
La cultura, però, pur consentendo di risolvere attraverso il progresso i problemi dell'umanità e consentirle di accrescere più rapidamente e meglio, ha messo nelle mani dell'uomo strumenti e armi in grado di distruggere l'intera umanità (si pensi all'inquinamento e alle armi nucleari). Inoltre, l'utilizzo di armi a distanza (come ad esempio l'uso di bombe lanciate dai caccia) non consente all'uomo di avvertire quei messaggi di sottomissione e di pietà (ad esempio, il pianto di un neonato) che invece si avvertono nei casi di interazione diretta.
Nelle ultime pagine, Mainardi nota anche che nell'uomo non sono presenti solo comportamenti razionali, ma vi è anche la componente cosiddetta "irrazionale", come ad esempio la fede, le religioni o il credere nell'esistenza dell'aldilà. L'uomo ha anche "inventato la sua natura soprannaturale e, di conseguenza, le più svariate forme di vita oltre la morte". Tali ultime tematiche saranno poi sviluppate ampiamente nel successivo libro di Danilo Mainardi dal titolo L'animale irrazionale (2001) e pubblicato a quasi trent'anni di distanza dal libro L'animale culturale.